# Varades

Localització de Varades

Varades (en bretó Gwared, en gal·ló Varadd) és un municipi francès, situat a la regió de país del Loira, al departament de Loira Atlàntic, que històricament va formar part de la Bretanya. L'any 2006 tenia 3.527 habitants. Limita amb Montrelais, La Chapelle-Saint-Sauveur, Belligné, La Rouxière, Saint-Herblon i Anetz.

## Demografia
| 1962                                       | 1968  | 1975  | 1982  | 1990  | 1999  | 2006  |
| ------------------------------------------ | ----- | ----- | ----- | ----- | ----- | ----- |
| 2.565                                      | 2.741 | 2.882 | 2.929 | 3.039 | 3.190 | 3.527 |
| Des de 1962: població sense dobles comptes |       |       |       |       |       |       |

## Administració
| Període   | Identitat          | Partit |
| --------- | ------------------ | ------ |
| 2001-2008 | Guy Leroux         |        |
| 2008-     | Dominique Tremblay | PS     |

## Galeria d'imatges

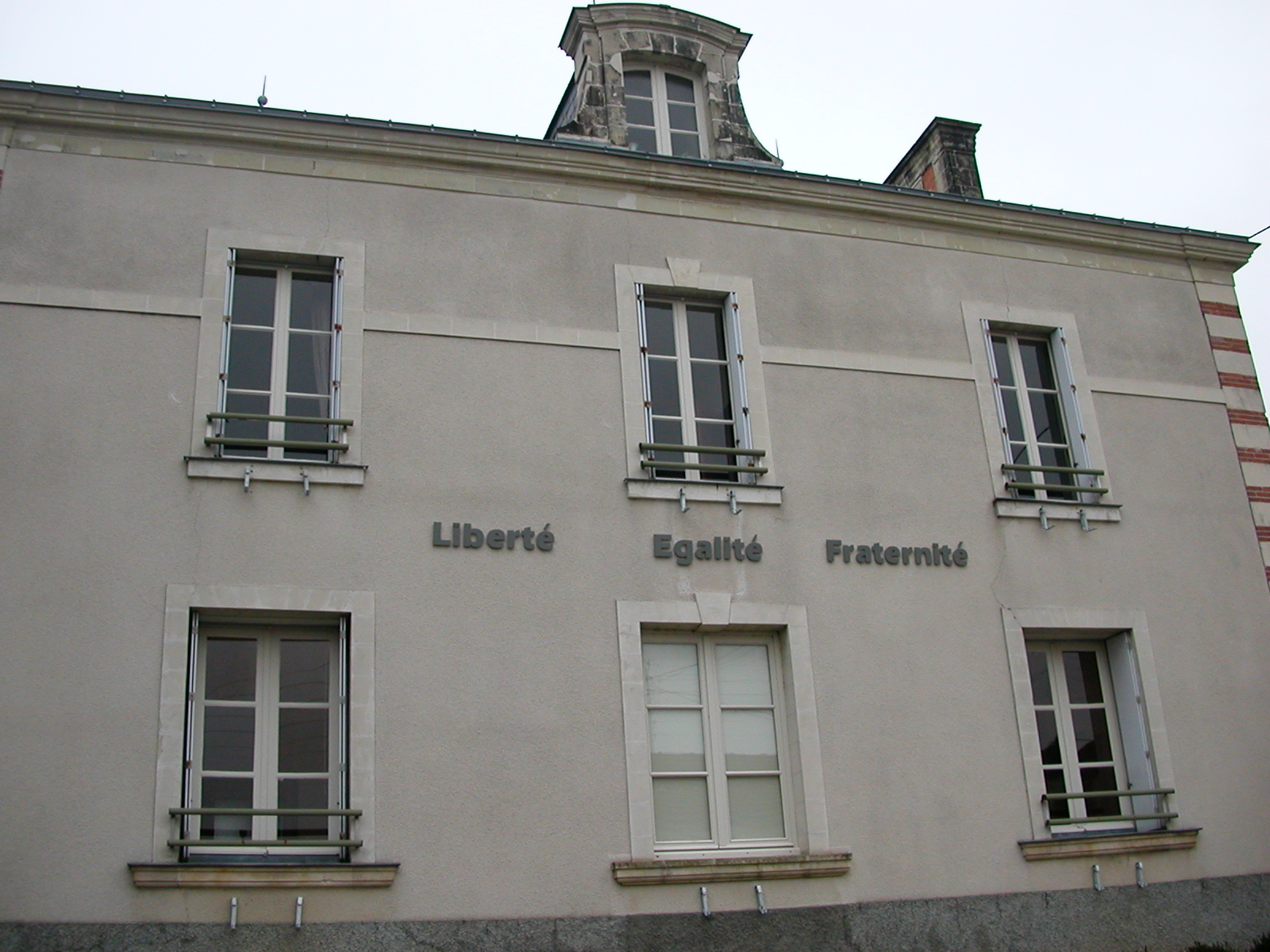
L'alcaldia
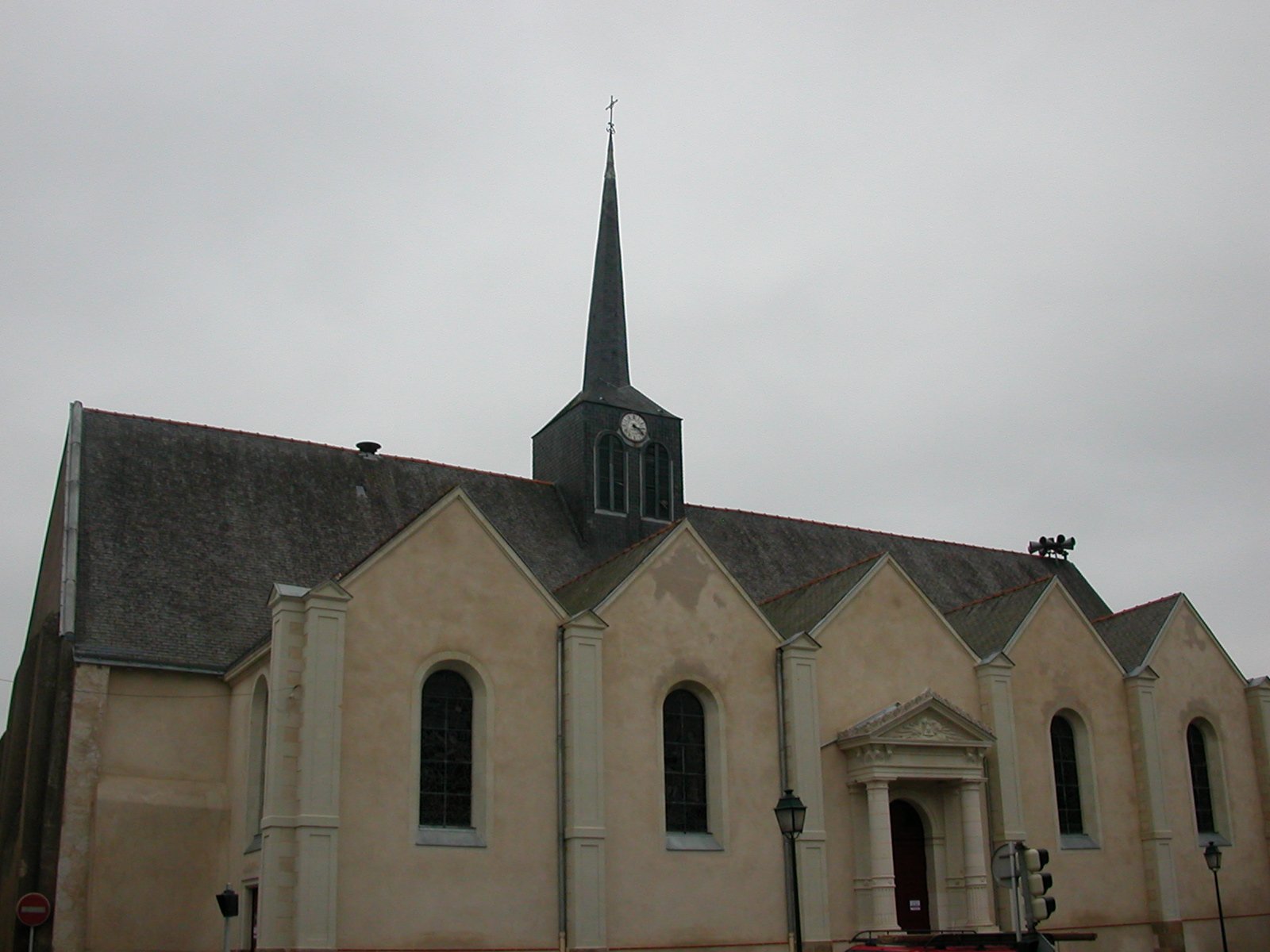
L'església